# Schloss Sachsengang
Das Schloss Sachsengang ist eine frühmittelalterliche Wehranlage am Nordrand der Donauauen, gelegen in der Ortschaft Oberhausen in der Gemeinde Groß-Enzersdorf im Bezirk Gänserndorf in Niederösterreich. Das Bauwerk steht unter Denkmalschutz (Listeneintrag).

## Lagebeschreibung
Die frühmittelalterliche Wehranlage am Nordrand der Donauauen bildete ursprünglich mit der Burg Oberhausen eine Wehreinheit. Die Gesamtanlage steht innerhalb einer ehemaligen Donauschlinge auf einem mittelalterlichen Hausberg.

## Geschichte
Das Schloss wurde 1030 als Besitz des Bistums Freising genannt und gehörte ab dem 12. Jahrhundert bis 1412 der Familie Sachsenganger, war in der Mitte des 16. Jahrhunderts ein Jagdschloss der Habsburger und von 1590 bis 1652 Sitz der Familie Berchtold. Danach war es Eigentum des Vicedomamts, bevor es 1655 Johann Konrad von Richthausen sowie 1659 Jakob von Thavonat erwarb. In der Folge gehörte es dem Haus Clam-Martinic. Heute befindet sich das Schloss im Eigentum der Familien Ettmayer, Nägerl, Niemann, Erb, von Henneberg und Gabardi-Nägerl.

## Architektur
Vorburg
Die Anlage besteht aus einer Vorburg und einer, von einem Wassergraben umgebenen Hauptburg, die im Kern aus dem 12. Jahrhundert stammt. Im Bereich der ehemaligen Vorburg befindet sich hinter einem rundbogigen Einfahrtstor heute in geräumiger Wirtschaftshof mit ein- und zweigeschoßigen Gebäuden. Deren Fassaden sind schlicht gegliedert und stammen überwiegend vom Ende des 18. Jahrhunderts. Eine Steinbrücke führt zur Hauptburg.
Hauptburg
Der Kernbau ist von einer zinnenbekrönten Umfassungsmauer umgeben. Ein Rundbogentor mit Wappenstein führt von der Steinbrücke in den Vorhofbereich der Hauptburg. In diesem befinden sich zwei Steintafel die mit den Jahreszahlen 1809 und 1945 versehen sind.
Die Hauptburg ist ein dreigeschoßiger Bau über einem ovalen Grundriss rund um einen vieleckigen Hof. Dieser Bau wurde in den Jahren 1654 bis 1672 errichtet. Der Mauerkern stammt aus dem Mittelalter. Im Norden der Burganlage befindet sich der viergeschoßige Turm über einem rechteckigen Grundriss. Der Turm ist flach gedeckt und war der ehemalige Bergfried der Wehranlage. Er wird durch einen Zinnenkranz und ein kleines Polygonaltürmchen bekrönt. Die Fassadengestaltung der Hauptburg ist schlicht und stammt aus dem 17. und vom Anfang des 19. Jahrhunderts. Durch ein Rechteckportal mit Sprenggiebel gelangt man in die Torhalle. Im Sprenggiebel befindet sich das Wappen der Familie Thavonat. Die Torhalle ist zweijochig und kreuzgratgewölbt. Sie stammt aus dem 17. Jahrhundert. Die Räume im Erdgeschoß sind teilweise tonnengewölbt und weisen Stichkappen auf. Die Gewölbe entstanden im 17. Jahrhundert. In den übrigen Geschoßen finden sich überwiegend Flachdecken, die teilweise schlichten Stuckdekor aufweisen. Dieser wurde am Anfang des 19. Jahrhunderts ergänzt.